# Carl Hamppe
Carl Hamppe (* 1814 in der Schweiz; † 17. Mai 1876 in Gersau, Kanton Schwyz) war ein schweizerisch-österreichischer Schachspieler. Hamppe gilt als Begründer der Wiener Partie.

## Schachlaufbahn
|   | a | b | c | d | e | f | g | h |   |
| 8 |   |   |   |   |   |   |   |   | 8 |
| 7 |   |   |   |   |   |   |   |   | 7 |
| 6 |   |   |   |   |   |   |   |   | 6 |
| 5 |   |   |   |   |   |   |   |   | 5 |
| 4 |   |   |   |   |   |   |   |   | 4 |
| 3 |   |   |   |   |   |   |   |   | 3 |
| 2 |   |   |   |   |   |   |   |   | 2 |
| 1 |   |   |   |   |   |   |   |   | 1 |
|   | a | b | c | d | e | f | g | h |   |

„Hamppes Eröffnung“ mit der Idee f2–f4
Zur Herkunft und Biografie Hamppes ist wenig bekannt. Den Großteil seines Lebens verbrachte er in Wien, wo er  seit 1848 als Beamter im Finanzministerium tätig war.
In den Wiener Kaffeehäusern trat Hamppe in der Mitte des 19. Jahrhunderts als ein führender Schachmeister Österreichs hervor. 1859 und 1860 gewann er die Turniere der Wiener Schachgesellschaft. Hinter ihm belegte Wilhelm Steinitz (1836–1900) jeweils den dritten und zweiten Platz. Der kommende Weltmeister würdigte Hamppe später als Hauptgegner und Lehrer seiner frühen Jahre.
Hamppe war ein typischer Vertreter der romantischen Schule, dessen Spiel größeren Schwankungen unterworfen war. In Wettkämpfen unterlag er 1846 dem ungarischen Meister Johann Jacob Löwenthal mit 4:5 Partien, ferner besiegte er 1850 in einem längeren Match seinen Wiener Rivalen Ernst Falkbeer mit 16:15 (in beiden Wettkämpfen gab es kein Remis). Von Daniel Harrwitz wurde er 1852 (+1 =2 −4) und 1860 (+0 =1 −3) deutlich geschlagen.
Bis heute in Erinnerung geblieben ist die von Hamppe 1872 gegen seinen Wiener Meisterkollegen Philipp Meitner gespielte, sogenannte Unsterbliche Remispartie.
Im Jahr 1876 starb Hamppe in seiner Schweizer Heimat.

## Erfinder der „Wiener Partie“
Verdienste um das Schach erwarb sich Hamppe vor allem durch sein Eintreten für die Eröffnung 1. e2–e4 e7–e5 2. Sb1–c3, die er seit Ende der 1840er Jahre in der Praxis erprobte. Der Spielanfang erhielt zeitweise den Namen „Hamppes Eröffnung“, bis sich die Bezeichnung Wiener Partie durchsetzte. Als Spezialist für das Königsgambit verfolgte Hamppe die Idee, die Felder d5 und e4 zu überdecken, um danach bevorzugt ein verzögertes Gambit mit f2–f4 zu spielen. Der ursprüngliche Gedanke richtete sich gegen das damals populäre Falkbeer-Gegengambit, bei dem Schwarz auf das Königsgambit unmittelbar mit dem Zentrumsvorstoß 2. − d7–d5 antwortet.
Das Hamppe-Allgaier-Gambit (mit dem ECO-Code C37) ist ebenso nach ihm benannt wie das Hamppe-Muzio-Gambit, bei dem gegenüber dem herkömmlichen Muzio-Gambit gleichfalls das „Wiener“ Zugpaar Sb1–c3 und Sb8–c6 zwischengeschaltet ist. Schließlich war auch das umstrittene Steinitz-Gambit (1. e2–e4 e7–e5 2. Sb1–c3 Sb8–c6 3. f2–f4 e5xf4 4. d2–d4), das nach 1867 zum Einsatz gelangte, von Hamppes Eröffnungsideen beeinflusst.